# Selección de voleibol sub-21 de la Unión Soviética
La selección de voleibol sub-21 de la Unión Soviética representa a la Unión Soviética en competencias internacionales de voleibol masculino y partidos amistosos menores de 21 años. Estaba gobernado por la Federación Soviética de Voleibol, que era miembro afiliado de la Federación Internacional de Voleibol (FIVB). también formó parte de la Confederación Europea de Voleibol (CEV).

## Participaciones

### Campeonato Mundial de Voleibol Masculino Sub-21[1][2]
| Año   | Pos.              |
| ----- | ----------------- |
| 1977  | Medalla de oro    |
| 1981  | Medalla de oro    |
| 1985  | Medalla de oro    |
| 1987  | Medalla de bronce |
| 1989  | Medalla de oro    |
| 1991  | Medalla de bronce |
| Total | 6/6               |

### Campeonato Europeo Juvenil de Voleibol
| Año   | Pos.           |
| ----- | -------------- |
| 1966  | Medalla de oro |
| 1969  | Medalla de oro |
| 1971  | Medalla de oro |
| 1973  | Medalla de oro |
| 1975  | Medalla de oro |
| 1977  | Medalla de oro |
| 1979  | Medalla de oro |
| 1982  | Medalla de oro |
| 1984  | Medalla de oro |
| 1986  | 4°             |
| 1988  | Medalla de oro |
| 1990  | Medalla de oro |
| Total | 12/12          |